# ژول فرومون
ژول فرومون (فرانسوی: Jules Froment‎؛ ۱۸۷۸ – ۱۹۴۶) عصب‌شناس و متخصص مغز و اعصاب اهل فرانسه بود.
ژول فرومنت که در سال ۱۸۷۸ در لیون متولد شد، تحصیلات پزشکی خود را در سال ۱۸۹۹ در همان شهر آغاز کرد. او در سال ۱۹۰۱ به عنوان رزیدنت بیمارستان‌های لیون منصوب شد و در بیمارستان‌های آنتیکای و ویناتیه مشغول به کار بود. استادان او ژوزف آرتو (۱۸۱۳–۱۸۸۳) و اوژن دویک (۱۸۵۸–۱۹۳۰) بودند.
در سال ۱۹۰۶، پایان‌نامه دکترای خود را درباره «بیماری‌های قلبی دریچه‌ای پیچیده با بیماری گریوز» ارائه داد. از سال ۱۹۰۶ تا ۱۹۱۰، رئیس کلینیک در بخش رافائل لپین (۱۸۴۰–۱۹۱۹) بود. در سال ۱۹۱۱ به عنوان پزشک بیمارستان‌ها منصوب شد و در سال ۱۹۱۳ به مقام استادیار رسید.
در طول جنگ جهانی اول، او در بیمارستان پیتیه-سالپتریر در پاریس خدمت می‌کرد و مدتی هم در رن مستقر بود و به مداوای سربازان مبتلا به بیماری‌های عصبی می‌پرداخت. او یکی از همکاران ژوزف بابینسکی (۱۸۵۷–۱۹۳۲) در مطالعه اختلالات عصبی ناشی از نبردها بود.  پس از جنگ، او با همکاری ژوزف بابینسکی، مقالهٔ مهمی دربارهٔ سبب‌شناسی «موج‌گرفتگی» و «هیستری جنگی» نوشت. ایندو همچنین با همکاری هم «سندرم بابینسکی-فرومون» را توصیف کردند که طی آن، فرد دچار علائم عصبی-عروقی، آتروفی ماهیچه‌ها و آسیب بافتی می‌گردد.
او عضو چندین کمیسیون تحقیقاتی و بررسی در سطح ملی بود، از جمله کمیسیون کنترل نوروسایکولوژیک که در سال ۱۹۱۶ برای نظارت بر تشخیص‌های روانپزشکی جنگ تشکیل شد (با همکاری بابینسکی، کلود، دوپر و سوکز)؛ کمیسیون مطالعه پروتزها برای مجروحان نورولوژیک (با همکاری خانم دژرین، سوکز، میژ و کاموس)؛ و کمیسیونی که در سال ۱۹۱۷ مسئول بازسازی تمام خدمات نوروسایکولوژیک بود (با همکاری سوکز و کلود).
ژول فرومون ابداع‌کننده چندین آزمون جهت تشخیص اختلال عملکرد اعصاب نیز بود از آن جمله می‌توان به نشانه فرومون برای تشخیص ضعف در دست‌ها و ارزیابی عصب اولنار اشاره کرد.